# Eschede
Eschede est une commune de Basse-Saxe (Allemagne), située dans l'arrondissement de Celle.

## Histoire
Eschede a été mentionnée pour la première fois dans un document officiel en 1227.
C'est dans cette commune que le 3 juin 1998, se déroula l'une des pires catastrophes ferroviaires d'Allemagne.
Un train ICE reliant Munich à Hambourg déraille, avant de percuter un pont. Cet accident fera 101 morts et 88 blessés.

## Personnalités liées à la ville
- Lothar Matthes (1947-), plongeur allemand de la RDA, né à Kragen.